# Liste des épisodes de Samouraï Jack
Cet article est un complément de l’article sur la série télévisée d'animation Samouraï Jack. Il contient la liste des épisodes, réparti en saisons.

## Liste des épisodes
L'ordre des épisodes n'a pas été pris en compte pour la diffusion à la télévision.

### Première saison (2001)
| N° | #  | Titre original                            | Date de première diffusion |
| --- | -- | ----------------------------------------- | -------------------------- |
| 1 | 1  | The Beginning                             | 10 août 2001               |
| Quand le diabolique Aku revient pour s'attaquer au Japon, le jeune fils de l'empereur est emmené dans des contrées lointaines afin de suivre un entraînement digne d'un guerrier. Après ça, il peut ainsi manier l'épée magique de son père afin de stopper Aku qui étendre son pouvoir à travers le monde entier.     |    |                                           |                            |
| 2 | 2  | The Samurai Called Jack                   | 17 août 2001               |
| Aku a envoyé le samouraï dans un futur lointain où il domine le monde. Le samouraï doit maintenant trouver un moyen de revenir dans le passé tout en s'adaptant à son nouvel environnement. Il se fait désormais appeler Jack.                                                                                         |    |                                           |                            |
| 3 | 3  | The First Fight                           | 24 août 2001               |
| Jack, le samouraï, est confronté aux sbires d'Aku. Pour se défendre, il devra utiliser tout ce qu'il a à sa portée. |    |                                           |                            |
| 4 | 4  | Jack, the Woolies, and the Chritchellites | 21 septembre 2001          |
| Alors qu'il chassait pour se nourrir, Jack croise de minuscules Chritchellites et les aide à capturer un Woolie qui s'est échappé. Mais alors qu'il est invité à dîner au sein de leur village, le samouraï commence à avoir des doutes.                                                                               |    |                                           |                            |
| 5 | 5  | Jack in Space                             | 28 septembre 2001          |
| Jack rencontre un groupe de scientifiques qui construisent secrètement une fusée afin d'échapper à la tyrannie d'Aku. Quand ils découvrent l'histoire de Jack, ils décident de l'aider à retourner dans le passé. |    |                                           |                            |
| 6 | 6  | Jack and the Warrior Woman                | 19 octobre 2001            |
| Jack, aidé par une habile guerrière qui cache un sombre secret, part à la recherche d'un cristal avec des propriétés magiques. |    |                                           |                            |
| 7 | 7  | Jack and the Three Blind Archers          | 26 octobre 2001            |
| Jack apprend l'existence d'un puits à souhait placé au sommet d'une tour et gardé par trois archers imbattables. Il décide de tenter sa chance et utiliser son souhait pour retourner à son époque. |    |                                           |                            |
| 8 | 8  | Jack Versus Mad Jack                      | 2 novembre 2001            |
| Malgré la grosse récompense sur sa tête, aucun chasseur de primes n'arrive à battre le samouraï. Aku décide donc de créer un double maléfique de Jack afin de l'éliminer. |    |                                           |                            |
| 9 | 9  | Jack Under the Sea                        | 9 novembre 2001            |
| Jack s'aventure dans les profondeurs de l'océan après avoir entendu parler d'un portail temporel qui se trouverait à Oceanis, une cité sous-marine. |    |                                           |                            |
| 10 | 10 | Jack and the Lava Monster                 | 16 novembre 2001           |
| Après avoir réussi à passer une grotte remplie de pièges, Jack fait face à un monstre de lave géant qui était jadis un guerrier viking vivant de jours heureux. |    |                                           |                            |
| 11 | 11 | Jack and the Scotsman: Part 1             | 23 novembre 2001           |
| Alors que Jack traverse un étroit pont en corde qui semble sans fin, il rencontre un autre homme recherché qui traverse le pont dans le sens inverse : l'Écossais. Alors qu'ils se battent sur une impasse, ils sont obligés de faire équipe quand des chasseurs de primes débarquent et les enchaînent tous les deux. |    |                                           |                            |
| 12 | 12 | Jack and the Gangsters                    | 7 décembre 2001            |
| Jack reçoit la proposition de rejoindre un groupe de gangsters au « Blue Monkey Club ». Il accepte afin de pouvoir se rapprocher d'Aku. Les gangsters prévoient de voler quelque chose qu'Aku n'arrive pas à obtenir : le légendaire bijoux de Neptune, gardé par la Terre, le Vent et le Feu.                         |    |                                           |                            |
| 13 | 13 | Aku's Fairy Tales                         | 14 décembre 2001           |
| Le samouraï est devenu un héros très populaire auprès des enfants. Aku décide donc de raconter ses propres contes où Jack est présenté comme le grand méchant. |    |                                           |                            |

### Deuxième saison (2002)
| N° | #  | Titre original                          | Date de première diffusion |
| --- | -- | --------------------------------------- | -------------------------- |
| 14 | 1  | Jack Learns to Jump Good                | 1er mars 2002              |
| Après avoir été à deux doigts d'atteindre un portail temporel qu'Aku place à une hauteur inaccessible, Jack croise la route d'un homme sauvage avec des aptitudes incroyables pour le saut. Il propose donc à la tribu de singes qui a élevé l'homme sauvage de leur apprendre à se défendre et, en échange, de lui enseigner à sauter. |    |                                         |                            |
| 15 | 2  | Jack Tales                              | 8 mars 2002                |
| Trois histoires effrayantes : 1) Jack arrive dans le pays du ver magique afin de lui accorder un vœu. 2) Une nuit, Jack rencontre une famille de robots cannibales qui sont affamés en voyant son épée magique. 3) Jack essaye de sauver des griffes d'une gargouille une fée qui a le pouvoir de réaliser un souhait.                  |    |                                         |                            |
| 16 | 3  | Jack and the Smackback                  | 22 mars 2002               |
| Jack est embusqué alors qu'il était en train de dormir et est emmené au « Dome of Doom », où il doit se battre jusqu'à la mort pour divertir les spectateurs. |    |                                         |                            |
| 17 | 4  | Jack and the Scotsman: Part 2           | 26 avril 2002              |
| L'Écossais demande à Jack de l'aider à sauver sa femme de Keltic Master o' the Hunt, qui prévoit de la dévorer dans le château de Boon. |    |                                         |                            |
| 18 | 5  | Jack and the Ultra-robots               | 3 mai 2002                 |
| Jack suit un chemin de destruction qui le conduit à un groupe d'Ultra-Robots spécialement construits pour le vaincre. |    |                                         |                            |
| 19 | 6  | Jack Remembers the Past                 | 10 mai 2002                |
| Pendant son voyage, Jack arrive dans ce qui était jadis son foyer et se remémore son enfance. |    |                                         |                            |
| 20 | 7  | Jack and the Monks                      | 17 mai 2002                |
| Après avoir de nouveau échoué à atteindre un portail temporel, Jack n'est pas certain de pouvoir continuer. Il rencontre trois moines et décide de les rejoindre dans leur quête consistant à gravir la montagne de Fathoom. |    |                                         |                            |
| 21 | 8  | Jack and the Farting Dragon             | 7 juin 2002                |
| Jack suit un sentier de puanteur afin de débarrasser un pays de cette odeur nauséabonde. Cela le conduit à une cime où un dragon souffre d'un mal de ventre. |    |                                         |                            |
| 22 | 9  | Jack and the Hunters                    | 12 juillet 2002            |
| Aku embauche les meilleures chasseurs de l'univers, les Imakandis, afin de poursuivre et capturer le samouraï. |    |                                         |                            |
| 23 | 10 | Jack Versus Demongo, the Soul Collector | 6 septembre 2002           |
| Pour se débarrasser de Jack, Aku envoie Demongo, un démon possédant les âmes de guerriers ayant jadis menacé son maître. |    |                                         |                            |
| 24 | 11 | Jack Is Naked                           | 13 septembre 2002          |
| Alors que Jack prend un bain, ses vêtements et son épée sont dérobés par ce qui semble être un lapin blanc. Quand Jack suit le coupable dans un trou, il découvre un étrange royaume. |    |                                         |                            |
| 25 | 12 | Jack and the Spartans                   | 27 septembre 2002          |
| Jack rejoint des guerriers dans leur guerre les opposant à une armée de robots. |    |                                         |                            |
| 26 | 13 | Jack's Sandals                          | 11 octobre 2002            |
| Les sandales de Jack sont réduites en miettes par une bande de trois robots motards. Incapable de les battre pieds nus, il décide d'essayer les paires de chaussure dernier cris de chez « Foot Chalet », mais aucune ne convient. |    |                                         |                            |

### Troisième saison (2002-2003)
| N° | #  | Titre original                                | Date de première diffusion |
| --- | -- | --------------------------------------------- | -------------------------- |
| 27 | 1  | Chicken Jack                                  | 29 octobre 2002            |
| Jack bouscule accidentellement un sorcier qui, irrité, le transforme en poulet. Avant de pouvoir le rattraper, Chicken Jack est capturé et forcé à se battre pour sa vie au « Creature Combat Club ».                                                                                                |    |                                               |                            |
| 28 | 2  | Jack and the Rave                             | 8 novembre 2002            |
| Jack entre dans une ville où tous les enfants ont succombé à la musique d'Aku. |    |                                               |                            |
| 29 | 3  | The Good, the Bad and the Beautiful           | 30 novembre 2002           |
| Jack embarque dans un train et se retrouve coincé par le chasseur de primes Ezekiel Clench et Josephine. |    |                                               |                            |
| 30 | 4  | Jack and the Zombies                          | 14 février 2003            |
| Aku dirige Jack vers un cimetière où les morts-vivants obéissent à ses ordres maléfiques. |    |                                               |                            |
| 31 | 5  | Jack in Egypt                                 | 21 février 2003            |
| Aku libère les serviteurs de Seth, qui avaient été emprisonnés en Égypte, et leur ordonne de détruire le samouraï. Heureusement, Jack avait exploré ce pays lorsqu'il était enfant. |    |                                               |                            |
| 32 | 6  | Jack and the Travelling Creatures             | 7 mars 2003                |
| Plusieurs créatures aident Jack à se diriger vers une île où se trouverait un portail temporel. Mais ce portail est protégé par un imbattable guerrier. Seul celui qui arrivera à le vaincre pourra passer.                                                                                          |    |                                               |                            |
| 33 | 7  | Jack and the Creature                         | 25 avril 2003              |
| Jack est incapable de se débarrasser d'un gros animal velu qui, par instinct, suit le samouraï. |    |                                               |                            |
| 34 | 8  | Jack and Swamp Monster                        | 12 juillet 2003            |
| Un vieil ermite vivant dans un marais confie à Jack la tâche de rassembler les trois gemmes des titans : l'Œil de Chronos, le Poing de la Force et le Poing de l'Habilité. |    |                                               |                            |
| 35 | 9  | Jack and the Haunted House                    | 26 septembre 2003          |
| Jack poursuit une enfant afin de lui rendre la poupée qu'elle a oublié dans les bois. Elle le mène jusqu'une maison hantée par ses anciens propriétaires. |    |                                               |                            |
| 36 | 10 | Jack, the Monks, and the Ancient Master's Son | 10 octobre 2003            |
| Tandis que Jack combat deux moines Shaolin, ils sont surpris de reconnaître leurs styles de combat. Ils l'emmènent donc dans leur temple secret ou le Grand Maître Tan Zang lui indique comment se rendre à un portail temporel. Seulement, le chemin vers ce portail est incroyablement bien gardé. |    |                                               |                            |
| 37 | 11 | The Birth of Evil: Part 1                     | 17 octobre 2003            |
| Les origines d'Aku et de comment il est apparu sur Terre au temps des dinosaures. |    |                                               |                            |
| 38 | 12 | The Birth of Evil: Part 2                     | 7 novembre 2003            |
| Le jeune empereur est sans espoir face au mal d'Aku. Mais les dieux Odin, Rāma et Râ combinent leurs forces et forgent une épée représentant tout ce qui est bon : c'est là la seule arme capable de blesser Aku.                                                                                    |    |                                               |                            |
| 39 | 13 | Jack and the Labyrinth                        | 14 novembre 2003           |
| Jack a reçu la carte d'un labyrinthe piégé où se trouve un puissant diamant qui peut le renvoyer dans son époque. Mais le samouraï est concurrencé par un maître voleur. |    |                                               |                            |

### Quatrième saison (2003-2004)
| N° | #  | Titre original                          | Date de première diffusion |
| --- | -- | --------------------------------------- | -------------------------- |
| 40 | 1  | Samurai Versus Ninja                    | 2 avril 2004               |
| Un ninja a affiné ses compétences pour affronter le samouraï. Mais, au moment de l'affrontement, Jack est appelé à la rescousse pour sauver un village d'une attaque de monstres. |    |                                         |                            |
| 41 | 2  | Robo-Samurai Versus Mondo Bot           | 9 avril 2004               |
| Des robots vivant dans les égouts d'Andromeda demandent à Jack de rentrer dans un robot samouraï géant afin de battre Mondo Bot, qui terrorise la ville. |    |                                         |                            |
| 42 | 3  | Samurai Versus Samurai                  | 16 avril 2004              |
| Jack est défié en duel par un guerrier prétentieux. |    |                                         |                            |
| 43 | 4  | The Aku Infection                       | 23 avril 2004              |
| Pendant un combat, Jack avale accidentellement une part des ténèbres toussé par un Aku malade. Quand la noirceur d'Aku commence à prendre le dessus sur Jack, ce dernier va chercher de l'aide auprès du Maître Ning.                                                                        |    |                                         |                            |
| 44 | 5  | The Princess and the Bounty Hunters     | 30 avril 2004              |
| Jo Junga l'aborigène, les infâmes jumeaux I & Am, le Gentleman et Boris le russe. Ces chasseurs de primes se sont tous lancés à la poursuite du samouraï. La princesse Mira des Andaluvians les convainc d'unir leurs forces et d'attaquer le samouraï ensemble.                             |    |                                         |                            |
| 45 | 6  | Scotsman Saves Jack: Part 1             | 7 mai 2004                 |
| L'Écossais reconnait Jack en train de travailler comme serveur sur un bateau. Il décide de découvrir comment et où Jack a eu la mémoire effacée en retraçant son parcours. |    |                                         |                            |
| 46 | 7  | Scotsman Saves Jack: Part 2             | 14 mai 2004                |
| Après que l'Écossais ait sauvé Jack, ils doivent choisir qui est le plus digne de manier les rames sur le chemin du retour. |    |                                         |                            |
| 47 | 8  | Jack and the Flying Prince and Princess | 25 juin 2004               |
| La princesse Verbina et le prince Astor des Lebidoptirans sont en quête de leur étoile marine afin de sauver leur Chrystalis natal. Mais ils sont forcés d'atterrir en urgence sur la Terre et sont immédiatement capturés par les serviteurs d'Aku. Heureusement, Jack décide d'intervenir. |    |                                         |                            |
| 48 | 9  | Jack Versus Aku                         | 2 juillet 2004             |
| Après tous ses échecs, Aku décide de provoquer Jack en duel. Pour être sûr qu'il s'agisse d'un combat loyal, Jack n'a pas le droit d'utiliser son épée tandis qu'Aku doit combattre en forme humaine, sans ses serviteurs et sans ses pouvoirs.                                              |    |                                         |                            |
| 49 | 10 | The Four Seasons of Death               | 9 juillet 2004             |
| Alors qu'une année entière s'écoule, Jack doit affronter les dangers que chaque saison apporte. |    |                                         |                            |
| 50 | 11 | Tale of X9                              | 16 juillet 2004            |
| X9 est un robot expérimental de série X et le seul survivant d'une expérience visant à intégrer des émotions. Il démissionne après avoir croisé Lulu, un petit chien qu'il décide d'adopter. Mais Aku le force à faire un dernier travail : éliminer Jack.                                   |    |                                         |                            |
| 51 | 12 | Young Jack in Africa                    | 23 juillet 2004            |
| Une histoire racontée en flash-back concernant l'entraînement de Jack enfant lorsqu'il était en Afrique. Mais à peine s'intègre-t-il dans la tribu des Nubian qu'il est déjà menacés par les serviteurs d'Aku.                                                                               |    |                                         |                            |
| 52 | 13 | Jack and the Baby                       | 25 septembre 2004          |
| Jack sauve un bébé des griffes de trois ogres affamés et s'occupe de lui en allant à la recherche de ses parents. |    |                                         |                            |

### Cinquième saison (2017)
| N° | #  | Titre original | Date de première diffusion |
| --- | -- | -------------- | -------------------------- |
| 53 | 1  | XCII           | 26 février 2017            |
| Cinquante ans se sont écoulés depuis la fin de la saison 4. Aku a détruit tous les portails temporels et Jack a arrêté de vieillir. Il semble que le samouraï soit condamné à errer dans cette époque pour l'éternité. Il a également perdu son sabre, et avec lui tout espoir de vaincre son ennemi. Parallèlement, un mystérieux groupe dévoué à Aku entraîne sept sœurs à devenir des tueuses destinées à un seul objectif : tuer Jack. |    |                |                            |
| 54 | 2  | XCIII          | 3 mars 2017                |
| Jack est attaqué par les sept filles d'Aku, des guerrières fanatisées qui ne vivent que pour le tuer. |    |                |                            |
| 55 | 3  | XCIV           | 14 avril 2017              |
| Sévèrement blessé, Jack est toujours confronté aux tueuses qui le traquent sans repos. |    |                |                            |
| 56 | 4  | XCV            | 21 avril 2017              |
| Jack doit faire équipe avec la dangereuse Ashi afin de s'échapper de la créature gargantuesque qui les a avalé. |    |                |                            |
| 57 | 5  | XCVI           | 28 avril 2017              |
| Jack se bat pour libérer un groupe d'enfants capturés et utilisés comme source de pouvoir pour un monstrueux Mega-Robot. |    |                |                            |
| 58 | 6  | XCVII          | 5 mai 2017                 |
| Ashi part à la recherche de Jack. Cette quête l'aide à se rendre compte des effets qu'il a eu sur le monde, rencontrant des personnes et des lieux divers où le samouraï a jadis apporté son aide. |    |                |                            |
| 59 | 7  | XCVIII         | 12 mai 2017                |
| Jack et Ashi passent une série de tests physiques et spirituels afin de se préparer à retrouver l'épée du samouraï. |    |                |                            |
| 60 | 8  | XCIX           | 19 mai 2017                |
| La relation naissante entre Jack et Ashi prend un tournant après qu'ils soient pourchassés par l'une des créatures les plus dangereuses de la galaxie. |    |                |                            |
| 61 | 9  | C              | 26 mai 2017                |
| Jack et Ashi se rendent au repaire d'Aku pour l'affronter et tenter de mettre un terme à sa tyrannie. |    |                |                            |
| 62 | 10 | CI             | 2 juin 2017                |
| Alors qu'Aku annonce au monde que Jack est vaincu, tous les peuples se soulèvent contre lui. Ashi permet finalement à Jack de revenir dans le passé et ainsi triompher d'Aku. |    |                |                            |

## Sources
- « Samuraï Jack » (présentation de l'œuvre), sur l'Internet Movie Database